# Martin Mussgnug

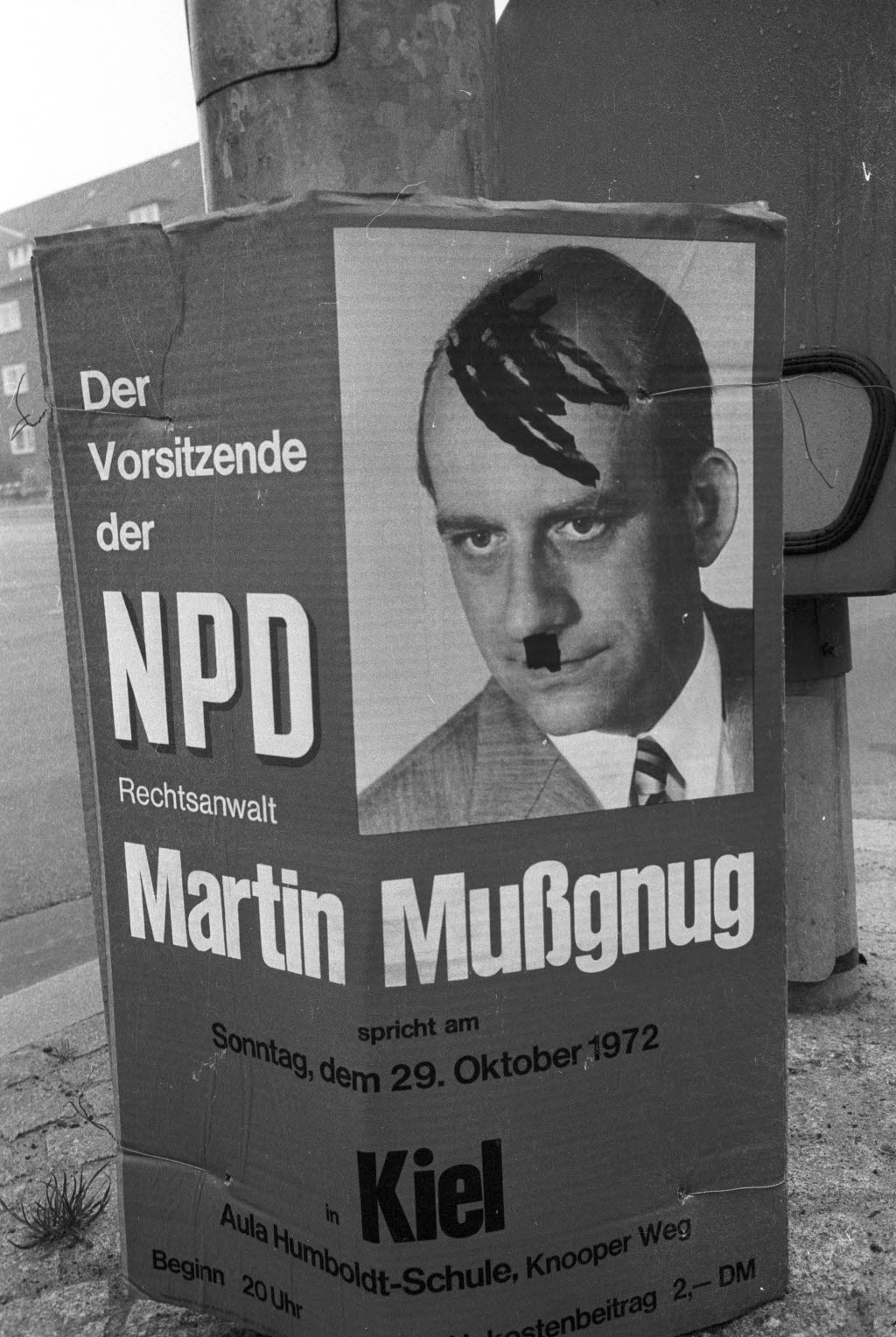
Cartel electoral desfigurado

Martin Mussgnug (Heidelberg, 22 de febrero de 1936 - Singen, 2 de febrero de 1997) fue un político alemán y líder del Partido Nacionaldemócrata de Alemania de 1971 a 1990. 
Logró reconocimiento en 1956, cuando creó la Bund Nationaler Studenten, una organización de estudiantes de extrema derecha que fue prohibida en 1963.  Paralelamente se integró al Deutsche Reichspartei, convirtiéndose en vicepresidente del mismo en Heidelberg. Se unió al NPD en 1964. En 1968 fue nombrado presidente del NPD en Baden-Württemberg y fue elegido diputado del Parlamento Regional en las elecciones estatales de ese mismo año. Ocupó el cargo hasta 1972, cuando el partido fue eliminado del Parlamento. Sustituyó a Adolf von Thadden como líder del NPD a nivel nacional en 1971, derrotando al aspirante Siegfried Pöhlmann, que dejó el NPD y el año siguiente fundó el grupo Aktion Neue Rechte junto a sus partidarios.

Mussgnug se convirtió en el presidente del NPD con el mayor número de años en ejercicio del cargo hasta la fecha. Sin embargo, él y von Thadden no tenían una buena relación, debido a la cercanía de Mussgnug con el rival de von Thadden, Gerhard Frey. Von Thadden abandonó el partido en 1975 debido a esto y Mussgnug aseguró para Frey un lugar en el Comité Ejecutivo del NPD. Su liderazgo fue desafiado de vez en cuando por Günter Deckert, que abogaba por un estilo más conflictivo de la política que Mussgnug. Mussgnug renunció el 16 de diciembre de 1990, tras los malos resultados del partido en las elecciones federales de 1990.  Sucedido por Deckert, abandonó el NPD después de esto y se involucró en la creación de la Liga Alemana para el Pueblo y la Patria (DLVH), retirándose de la política debido a que este grupo no tuvo éxito.